# Buckley (Michigan)
Buckley – wieś w Stanach Zjednoczonych, w stanie Michigan, w hrabstwie Wexford.